# حمى الضنك
حمى الضنك (1) هو مرض مداري منقول بالبعوض يحدث بسبب فيروس الضنك.
تشمل الأعراض الحمى، والصداع، وآلام العضلات، والمفاصل، وطفحا جلديًا متميزًا شبيهًا بطفح الحصبة. يتطور المرض في نسبة قليلة من الحالات إلى حمى الضنك النزفية المهددة للحياة، مما ينتج عنه نزف وقلة الصفيحات وفقدان بلازما الدم أو متلازمة صدمة الضنك حيث يحدث انخفاض خطير في ضغط الدم.
تنتقل حمى الضنك بواسطة عدد من أنواع البعوضيات من جنس الزاعجة (Aedes) وخصوصًا الزاعجة المصرية (Aedes aegypti). يضم هذا الفيروس خمسة أنواع. الإصابة بعدوى أحد هذه الأنواع يعطي مناعة مدى الحياة لذلك النوع، لكنه يعطي مناعة قصيرة المدى لبقية الأنواع. العدوى التالية بنوع مختلف يزيد من خطر المضاعفات. لا يوجد لقاح متوفر تجاريًا. يمكن الحصول على الوقاية عن طريق تقليل مواطن وأعداد البعوض وتقليل التعرض للدغات.
تمت الموافقة على لقاح لحمى الضنك وهو متوفر تجارياً في عدد من البلدان. اعتبارًا من عام 2018، يوصى باللقاح فقط للأفراد الذين أصيبوا سابقًا، أو في السكان الذين لديهم معدل مرتفع للإصابة. تشمل طرق الوقاية الأخرى تقليل موطن البعوض والحد من التعرض للدغات. يمكن القيام بذلك عن طريق التخلص من المياه الراكدة أو تغطيتها وارتداء ملابس تغطي معظم الجسم. علاج حمى الضنك الحادة داعم ويتضمن إعطاء السوائل إما عن طريق الفم أو عن طريق الوريد للحالات الخفيفة أو المتوسطة. الحالات الأكثر شدة، قد تكون هناك حاجة لنقل الدم. يُوصى باستخدام الباراسيتامول (أسيتامينوفين) بدلاً من عقاقير مضادات الالتهابات الغير ستيرويدية (NSAIDs) بسبب زيادة خطر النزيف عند تعاطي هذه الأدوية.
ازدادت حالات الإصابة بحمى الضنك منذ عقد ستينات القرن العشرين بشكل مثير، حيث يصاب 390 مليون شخص سنويًا، يحتاج حوالي نصف مليون إلى دخول المستشفى لتلقي الرعاية الطبية، بينما يموت ما يقرب 40.000 شخص. أقدم وصف لأعراض المرض يعود لعام 1779، لكن لم تُكتشف أسبابه الفيروسية وانتقاله حتى أوائل القرن العشرين. وقد أصبح الضنك مشكلة عالمية منذ الحرب العالمية الثانية حيث إنه متوطن في أكثر من 110 بلدًا.

## الإشارات والأعراض

مخطط يوضح أعراض حمى الضنك.

بصورة عامة، أكثرُ المرضى المصابين بعدوى فيروس حمى الضنك لا يُظهرون أعراضا (يشكلون نسبة 80٪) أو أنهم يشكون من أعراض معتدلة مثل الحمى بدون مضاعفات. هنالك 5٪ من المرضى يشكون من أعراض أشد بالإضافة لنسبة قليلة حياتهم مهددة.
فترة الحضانة (الفترة بين التعرض للإصابة وحتى ظهور الأعراض) تتراوح من 3 إلى 14 يوما، لكنها غالبا ما تكون من 4 إلى 7 أيام. لذلك فإنه من المستبعد إصابة المسافرين الذين يعودون من أماكن استيطان المرض ولا تظهر أعراض الضنك مثل الحمى أو الأعراض الأخرى خلال 14 يوما من عودتهم لديارهم. عادة ما يعاني الأطفال من أعراض شبيهة بالبرد والالتهاب المعدي المعوي (قيء وإسهال) كما إنهم معرضون لخطر أكبر من المضاعفات الشديدة، حيث تبدأ الأعراض خفيفة عموما لكن الحمى أشد.

### المسار السريري

المسار السريري لحمى الضنك

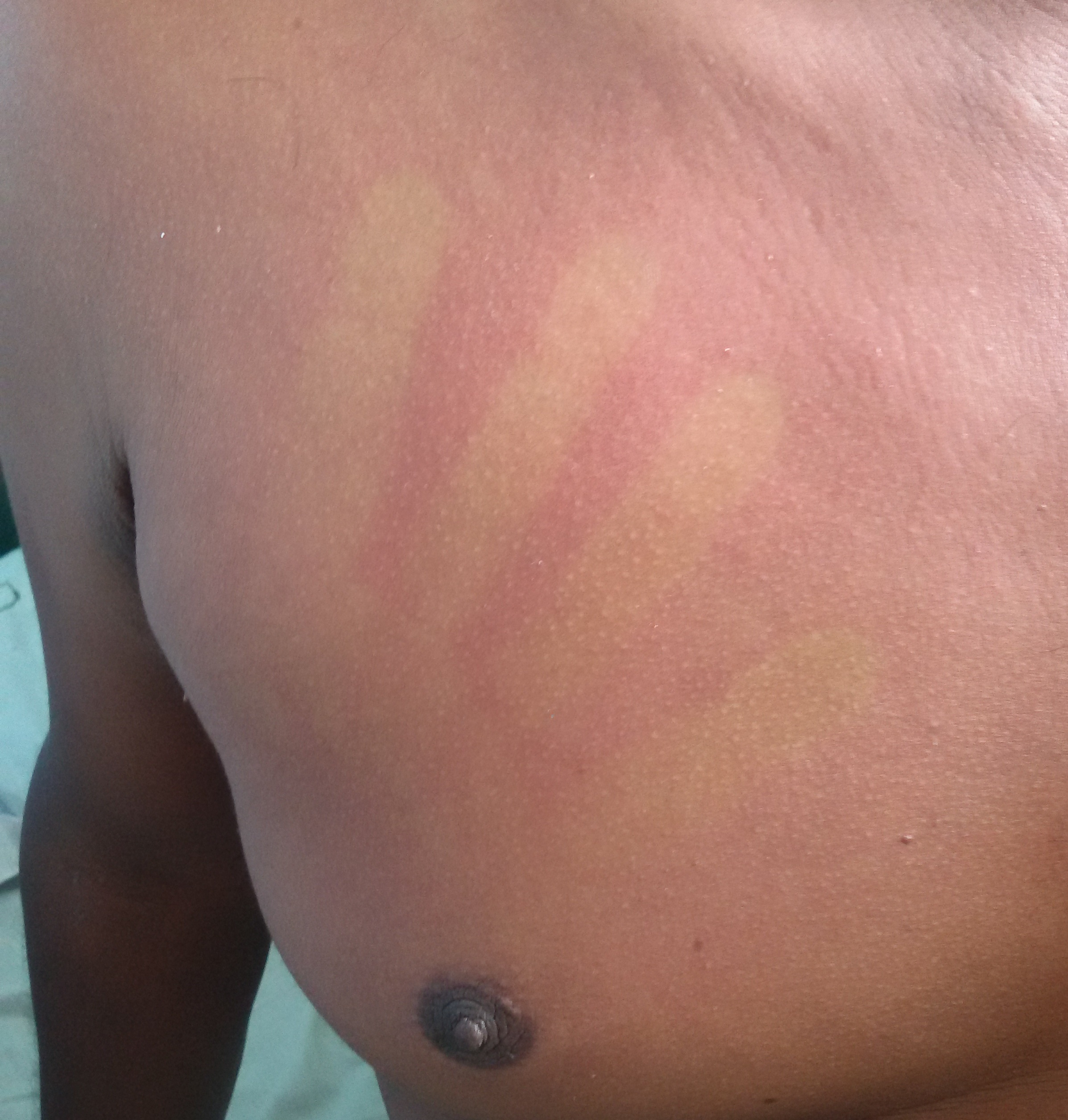
طفح حمى الضنك يظهر في المرحلة الحادة من الإصابة يَبيَضُّ عند الضغط عليه

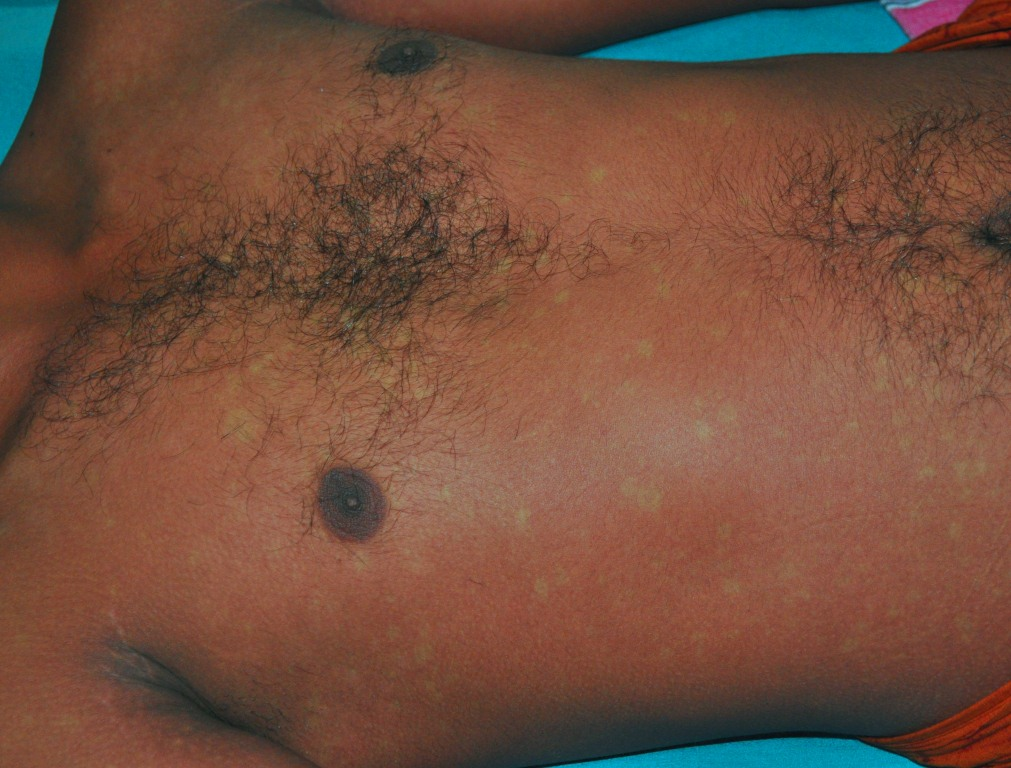
الطفح الذي يحدث أثناء المعافاة من حمى الضنك وتظهر فيه "جزر بيضاء وسط بحر أحمر".

الأعراض المميزة لحمى الضنك هي الحمى التي تبدأ فجأة والصداع (عادة ما يكون الألم خلف العينين) وألم العضلات والمفاصل وطفحية. من الأسماء المرادفة لحمى الضنك هو «حمى تكسير العظام»، حيث ترتبط هذه التسمية بآلام العضلات والمفاصل. ينقسم مسار العدوى إلى 3 مراحل هي: مرحلة الحمى ثم المرحلة الحرجة ثم المعافاة.
تشمل مرحلة الحمى حمى شديدة قد تتجاوز 40° مئوية (104° فهرنهايت) ويظهر أيضاً ألم عام وصداع. هذه الأعراض قد تستمر من يومين إلى 7 أيام. قد يحدث غثيان وتقيؤ. يظهر الطفح في 50–80٪ من الذين يشكون من أعراض في اليوم الأول أو الثاني من ظهور الأعراض وعلى شكل احمرار جلدي، أو يظهر لاحقاً في فترة المرض (من اليوم الرابع إلى السابع) على شكل طفح حصبي. كما يمكن ملاحظة طفح يوصف بأنه على شكل «جزر بيضاء وسط بحر أحمر». في تلك المرحلة يمكن أن تظهر حبرات (وهي بقع جلدية حمراء لا تختفي عن الضغط عليها تظهر بسبب تضرر الشعيرات الدموية)، قد ينزف بعضها نزفاً بسيطاً من الغشاء المخاطي في الفم والأنف.
يمر المرض عن بعض الناس بمرحلة حرجة بعد زوال الحمى. خلال هذه الفترة يحصل فقدان للبلازما من الأوعية الدموية يستمر عادة يوماً أو يومين، مما يؤدي لتراكم السوائل في منطقة الصدر والبطن وكذلك نقص حجم الدم ونقص في الدم الواصل إلى الأعضاء الحيوية. كما قد يحدث عجز في بعض أعضاء الجسم بسبب النزف الشديد وخاصة من القناة الهضمية. الصدمة (متلازمة صدمة الضنك) والنزف (حمى الضنك النزفية) تحدث في 5٪ من مجموع حالات حمى الضنك. إن الذين أصيبوا سابقاً بعدوى نمط مصلي آخر من فيروس الضنك معرّضون لخطر أكبر. رغم أن هذه المرحلة الحرجة نادرة، لكنها تحدث نسبياً أكثر شيوعا عند الأطفال والشباب.
تحدث بعدها مرحلة المعافاة، حيث تتم استعادة المفقودة إلى مجرى الدم. تستمر هذا المرحلة يومين أو ثلاثة. عادة ما يكون التحسن محددا، حيث يمكن أن ترافقه حكة شديدة وبطء القلب. قد يحدث الطفح مرة أخرى ويكون ذا مظهر إما بقعيا حطاطيا أو وعائيا والذي يتبعه تقشر في الجلد. خلال هذه المرحلة قد تحدث حالة فرط حجم الدم. هذه الحالة إذا أثرت في الدماغ (تسمى وذمة دماغية) فقد تتسبب بانخفاض في مستوى الوعي أو نوبات. الشعور بالإعياء قد يستمر أسبوعين عند البالغين.

### المشاكل المرتبطة
قد تؤثر حمى الضنك أحيانا على أنظمة الجسم إما بشكل معزول أو مترافق مع أعراض الضنك النمطية. يحدث انخفاض مستوى الوعي في 0.5–6٪ من الحالات، والتي تعزى إلى التهاب الدماغ بالفيروس أو بشكل غير مباشر نتيجة لخلل في أعضاء حيوية مثلما يحصل في اعتلال الكبد.
هنالك اعتلالات عصبية أخرى تحدث بسبب الضنك مثل التهاب النخاع المستعرض ومتلازمة غيلان باريه. أما عدوى القلب والفشل الكبدي الحاد فهي من المضاعفات النادرة.

## الأسباب

### الفيروسات

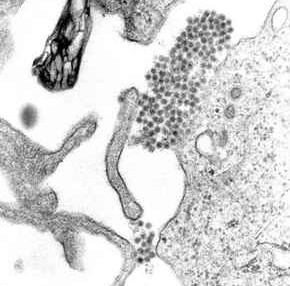
صورة مجهرية بمجهر إلكتروني نافذ تظهر فيروس الضنك. (نقاط داكنة وسط الصورة).

فيروس الضنك هو فيروس حمض نووي ريبوزي ينتمي لعائلة الفيروسات المصفرة ولجنس الفيروسة المصفرة. من الفيروسات الأخرى التي تنتمي لهذا الجنس فيروس غرب النيل وفيروس التهاب الدماغ الياباني وفيروس التهاب دماغ القديس لويس وفيروس التهاب الدماغ المحمول بالقراد وفيروس داء غابة كياسانور وفيروس حمى أومسك النزفية. أغلب هذه الفيروسات تنتقل بواسطة مفصليات الأرجل (بعوض أو قراد)، لذلك فهي تسمى أربوفيروس (بمعنى فيروسات منقولة بالمفصليات، حيث أن التسمية مشتقة من الاسم الإنكليزي ARthropod-BOrne virus).
جينوم فيروس الضنك يحتوي على 11000 قاعدة نكليوتيد والتي تشفر لثلاثة أنواع من جزيئات البروتين وهي (C وprM وE) والتي تكوّن الفيروس وسبعة أنواع من جزيئات البروتين (NS1 وNS2a وNS2b وNS3 وNS4a وNS4b وNS5) والتي توجد في الخلايا المصابة بالعدوى والمطلوبة لتكاثر الفيروس فقط. توجد خمسة سلالات من الفيروس تدعى بالأنماط المصلية. الأنواع الأربعة الأولى تحمل تسميات فيروس الضنك-1 وفيروس الضنك-2 وفيروس الضنك-3 وفيروس الضنك-4، أما الخامس فقد أعلن عن اكتشافه عام 2013. التمييز بين الأنماط يعتمد على الاستضداد.

### الانتقال

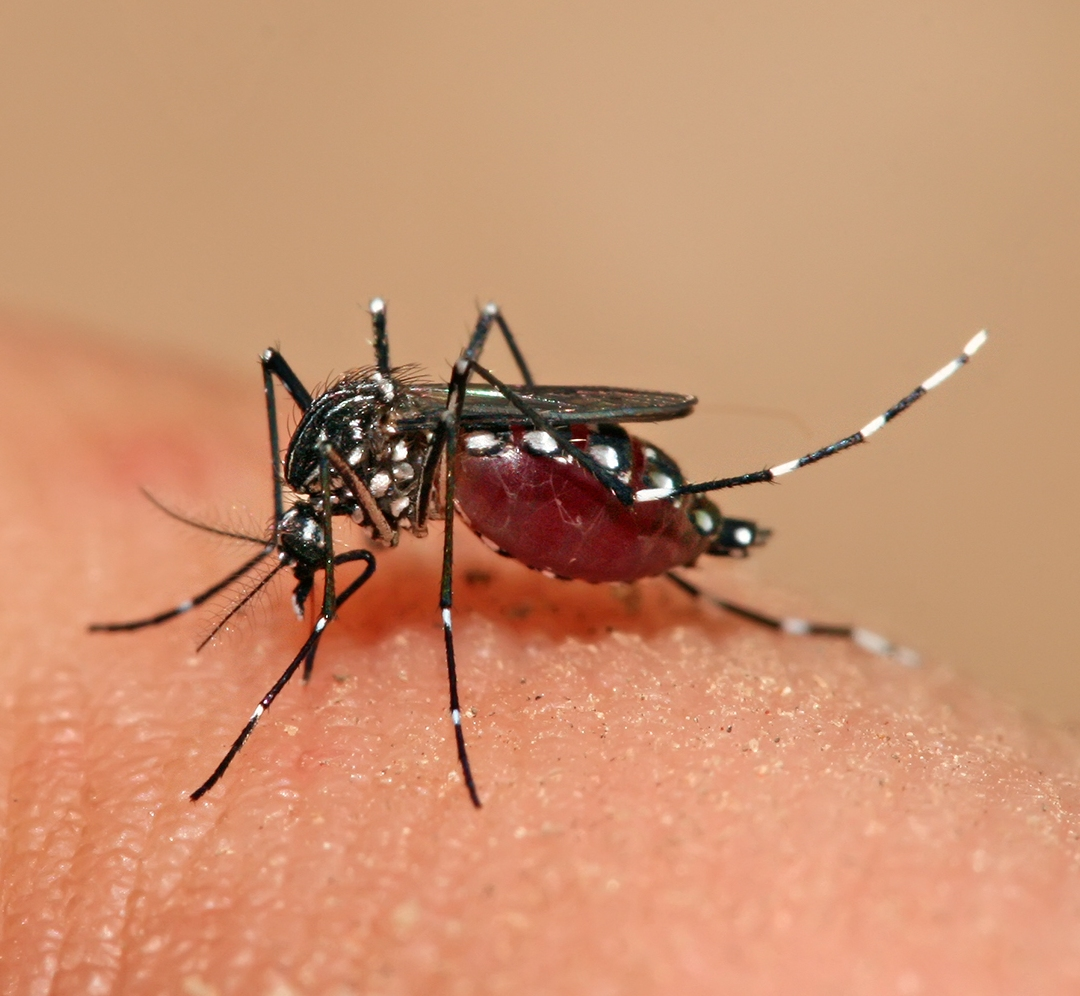
الزاعجة المصرية تتغذى على دم الإنسان

ينتقل فيروس الضنك إلى الإنسان بواسطة بعوضيات من جنس الزاعجة وخصوصا الزاعجة المصرية. تعيش هذه البعوضيات عادة بين خطي العرض 35° شمالا و35° جنوبا في ارتفاعات لا تتجاوز 1000 متر (3300 قدم) فوق مستوى سطح البحر. تحدث اللدغات عادة أثناء النهار خصوصا بداية الصباح وفترة المساء، لكنها قادرة على اللدغ في أي وقت من اليوم وطوال السنة. من أنواع الزاعجة الأخرى التي تنقل المرض الزاعجة المنقطة بالأبيض والزاعجة البولينيزية والزاعجة الترسية.
يعد الإنسان المضيف الرئيسي للفيروس، لكن الفيروس يمكن أن ينتقل أيضا إلى رئيسيات أخرى غير البشر. كما يمكن أن تحدث العدوى من لدغة واحدة فقط. تتناول البعوضة الأنثى دم الشخص المصاب لتتغذى عليه، فإن لدغت شخصا مصابا بحمى الضنك خلال فترة يومين إلى 10 أيام من مرحلة الحمى تصبح البعوضة نفسها مصابة بالفيروس ويوجد في الخلايا المبطنة لقناتها الهضمية. ينتشر الفيروس إلى أنسجة أخرى بعد فترة من 8 إلى 10 أيام ليشمل الغدد اللعابية للبعوضة ثم تقوم بإفراز الفيروس في لعابها. يبدو أن الفيروس ليس له تأثير على حياة البعوضة، كما أنها تبقى مصابة به مدى حياتها.
تفضل الزاعجة المصرية طرح بيوضها في حاويات المياه الصناعية لتتغذى على البشر دون الفقريات الأخرى.
يمكن أن تنتقل عدوى حمى الضنك بواسطة مكونات الدم الحاملة للعدوى والتبرع بالأعضاء. خطر انتقال العدوى عن طريق نقل الدم في البلدان التي يستوطن فيها المرض مثل سنغافورة يقدر بين 1.6 إلى 6 من كل 10000 مواطن. كما سجلت حالات الانتقال العمودي للعدوى من الأم إلى طفلها أثناء الحمل وخلال الولادة. كما سجلت حالات انتقال العدوى من شخص إلى شخص آخر، لكن هذه الحالة غير معتادة جدا. التباين الوراثي في فيروسات حمى الضنك يختلف حسب المنطقة، مما يفترض أن انتقال المرض إلى مناطق جديدة هي نادر نسبيا على الرغم من ظهور حالات حمى الضنك في مناطق جديدة في العقود الأخيرة.

### قابلية حصول المرض
يشيع المرض في الأطفال والرضع، بخلاف أنواع كثير أخرى من العدوى، كما إنه أكثر حدوثا في الأطفال ذوي التغذية الجيدة نسبيا.
من عوامل الخطورة الأخرى هي الإناث أكثر عرضه لحدوث العدوى من الذكور ومؤشر كتلة الجسم المرتفع والحمل الفيروسي. رغم أن كل الأنماط المصلية يمكنها أن تسبب الطيف الكامل للمرض إلا أن سلالات الفيروس تعد عامل خطر.
يعتقد أن الإصابة بنمط مصلي واحد يمكن أن توفر مناعة مدى الحياة لذلك النوع، لكنه أيضا يوفر مناعة قصيرة الأمد للأنواع الثلاثة الأخرى. تزداد خطورة الإصابة بمرض شديد من عدوى ثانوية إذا تعرض المريض لفيروس الضنك-1 بخلاف فيروس الضنك-2 أو فيروس الضنك-3 أو تعرض لفيروس الضنك-3 ثم أصيب بفيروس الضنك-2.
تعد حمى الضنك مهددة لحياة المرضى المصابين بأمراض مزمنة مثل السكري والربو.
رُبِطَ تعدد أشكال مورثة معينة مع خطر الإصابة بمضاعفات شديدة للضنك. من الأمثلة على الجينات المشفرة لبروتينات مثل عامل نخر الورم ألفا ولكتين رابط للمانان والبروتين المرتبط بالخلايا اللمفاوية التائية السامة 4 وعامل النمو المحول بيتا وكتلة التمايز 209 و1-فوسفاتيديل إينوزيتول-4،5-ثنائي فوسفات فوسفو ثنائي إستراز أبسلون-1 وأشكال معينة من مستضد الكريات البيضاء البشرية وهي من اختلافات جين معقد التوافق النسيجي الكبير-ب. يعد فقر الدم الناجم عن عوز سداسي فوسفات الجلوكوز النازع للهيدروجين من أبرز المشاكل الجينية التي تزيد من خطر الضنك، خصوصا عند الأفارقة. يبدو أن تعدد أشكال مورثات مستقبل فيتامين د ومستقبل Fc توفر الوقاية من المرض الشديد في عدوى الضنك الثانوية.

## آلية حدوث المرض
عندما تحمل البعوض فيروس الضنك وتلدغ الإنسان، يدخل الفيروس الجلد مع لعاب البعوضة. يرتبط الفيروس بكريات الدم البيض ويدخلها ثم يتكاثر داخل الخلية وهي تنتقل خلال الجسم. تستجب الكريات البيض لهذه العدوى وتنتج بروتينات مثل السيتوكينات والإنترفيرونات المسؤولة عن كثير من الأعراض مثل الحمى والأعراض الشبيهة بالنزلة الوافدة والآلام الشديدة.
يزداد إنتاج الفيروس داخل الجسم بشدة في حالات العدوى الشديدة، ويمكن أن يصاب أعضاء أخرون من الجسم مثل الكبد ونخاع العظم. تتسرب السوائل من مجرى الدم خلال الأوعية الدموية الدقيقة نحو تجاويف الجسم بسبب النفاذية الوعائية. نتيجة لذلك، سيجري دم أقل في الأوعية الدموية وينخفض ضغط الدم ولا يمكن إيصال كمية من الدم إلى الأعضاء الحيوية. بالإضافة لذلك، فإن عجز نخاع العظم بسبب عدوى الخلايا السدوية يؤدي إلى نقص في عدد الصفيحات الضرورية في تخثر الدم، مما يؤدي إلى زيادة خطر الإصابة بنزف، وهو أهم مضاعفات حمى الضنك.

### تكاثر الفيروس
عندما يدخل الفيروس عبر الجلد يرتبط بخلايا لانغرهانس (وهي مجموعة من الخلايا المتغصنة في الجلد تتعرف على العوامل الممرضة). يدخل الفيروس إلى الخلية عن طريق الارتباط بين بروتين الفيروس والبروتينات الغشائية على خلايا لانغرهانس، وخصوصا لكتينات نوع ج التي تدعى كتلة التمايز 209 ولكتين نوع ج عائلة 5 عضو أ ومستقبل مانوز.
DC-SIGN، وهو مستقبل غير محدد للأجسام الغريبة في الخلايا المتغصنة، فيبدو أنه النقطة الرئيسية للدخول. تنتقل الخلايا المتغصنة إلى أقرب عقدة لمفاوية. في هذه الأثناء، يستنسخ جينوم الفيروس في الحويصلات المرتبطة بالغشاء على الشبكة الهيولية الباطنة للخلية، حيث يقوم الجهاز المختص بإنتاج البروتين في الخلية بإنتاج بروتينات الفيروس التي تقوم بتكاثر الحمض النووي الريبوزي للفيروس للبدء بتكوين جزيئات الفيروس. تُنقل جزيئات الفيروس غير الناضجة إلى جهاز غولجي، وهو جزء الخلية التي تستقبل فيه بعض البروتينات سلاسل السكريات الضرورية (البروتين السكري). تتبرعم الفيروسات الناضجة على سطح الخلية المصابة بالعدوى وتطلق بعملية الإخراج الخلوي. وبذلك تكون قادرة على دخول كريات الدم البيض الأخرى مثل الخلايا الوحيدة والخلايا الأكولة الكبيرة.
يعد إنتاج الإنترفيرون هو التفاعل الأولي في الخلايا المصابة بالعدوى، والإنترفيرون هو سيتوكين يرفع عدد الدفاعات ضد العدوى الفيروسية من خلال المناعة الطبيعية بواسطة زيادة إنتاج مجموعة كبيرة من البروتينات بوساطة سبيل إشارات جاك-ستات. يبدو أن بعض الأنماط الوراثية لفيروس حُمّى الضنك لديها آليات لتبطئ هذه العملية. كذلك يفعّل الإنترفيرون الجهاز المناعي التكيفي الذي يؤدي إلى توليد أجسام مضادة للفيروس بالإضافة للخلايا التائية التي تهاجم الخلايا المصابة بعدوى الفيروس مباشرة. تتولد أجسام مضادة متنوعة، بعضها يرتبط بالقرب من بروتين الفيروس ويستهدفه بواسطة البلعمة (وهي عملية التهام بواسطة خلايا متخصصة وتحطيمها)، لكن يبدو أن بعضها يرتبط بأقل جودة وعوضا عن ذلك يقوم يتسليمه إلى خلايا بلعمية حيث لا يتدمر الفيروس ولكنه يتكاثر أكثر.

### المرض الشديد
لا تتوفر معلومات كافية حول سبب أن الإصابة بعدوى ثانوية بسلالة مختلفة من فيروس حمى الضنك تجعل الشخص معرضا لخطر أكبر بالإصابة بحمى الضنك النزفية ومتلازمة صدمة الضنك. النظرية الأكثر قبولا هي وجود استعزاز معتمد على الجسم المضاد (ADE). آلية عمل الاستعزاز المعتمد على الجسم المضاد غير واضحة. قد يكون السبب هو الارتباط الضعيف بين الجسم المضاد غير المستعدل وتسليم الفيروس إلى حيز خطأ في كرية الدم البيضاء التي التهمت الفيروس لغرض تحطيمه. هنالك شك بأن الاستعزاز المعتمد على الجسم المضاد ليست الآلية الوحيدة المتسببة بمضاعفات حمى الضنك الشديدة، كما أن هنالك خطوط بحثية تتضمن دور الخلية التائية والعوامل الذائية مثل السيتوكينات والجملة المتممة.
يتميز المرض الشديد بمشكلة نفاذية الشعيرات الدموية (السماح بمرور السوائل والبروتين الموجودات بصورة طبيعية في الدم) ومشكلة تجلط الدم. يبدو أن هذه التغيرات مرتبطة بحالة مرضية هي الكأس السكري البطاني الذي يقوم بدور منخل جزيئي لمكونات الدم. يعتقد أن الشعيرات الدموية الناضحة سببها استجابة للجهاز المناعي.
أما الطرق الأخرى المثيرة للاهتمام فتشمل الخلايا المصابة بالعدوى التي تتنخر، وهذا يؤثر على كل من تجلط الدم وانحلال الفبرين (أنظمة متضادة لتجلط الدم وتحلل التجلط) وانخفاض عدد الصفيحات الدموية، وهو كذلك عامل طبيعي في التجلط الطبيعي.

## التشخيص
| العلامات المحذرة                                  |
| تدهور ألم البطن                                   |
| القيء المتواصل                                    |
| تضخم الكبد                                        |
| نزف من الطبقات المخاطية                           |
| زيادة في مكداس الدم مع انخفاض في الصفيحات الدموية |
| خمول أو فقدان الراحة                              |
| انصبابات مصلية                                    |

من المعتاد تشخيص حمى الضنك سريريا على أساس الأعراض المسجلة والفحص السريري، وهذا مطبق في الأماكن التي يستوطن فيها المرض. رغم ذلك، فإنه من الصعب تمييز المرض في مراحله الأولى عن الأمراض الفيروسية الأخرى. التشخيص المحتمل قائم على نتائج تشخيص تضم الحمى بالإضافة اثنين مما يلي: الغثيان والقيء والطفح الجلدي وآلام عامة وقلة الكريات البيض واختبار العاصبة أو أي علامة أخرى (طالع الجدول) تصيب الشخص الذي يعيش في منطقة استيطان المرض. عادة ما تحدث العلامات المحذرة قبل بداية المرض الشديد. اختبار العاصبة النافع من الناحية العملية ويستخدم في ظروف عدم توفر الفحوص المختبرية يتضمن استخدام كفة مقياس ضغط الدم ما بين الضغطين الانبساطي والانقباضي لمدة 5 دقائق، يتلو ذلك عد أي نزف حبري. العدد الأكبر يجعل تشخيص الضنك راجحا أكثر مع قطع من 10 إلى 20 في كل بوصة مربعة (6.25 سم2).
يجب أن يؤخذ التشخيص بنظر الاعتبار لكل فرد تحدث لديه الحمى خلال أسبوعين ويكون في منطقة استوائية أو شبه إستوائية. قد يكون من الصعب التمييز بين حمى الضنك والشيكونغونيا، وهي عدوى فيروسية تشترك بكثير من الأعراض وتحدث في أجزاء من العالم تحدث فيها حمى الضنك. عادة ما تجرى الفحوص لاستبعاد الأمراض الأخرى التي تسبب أعراض مشابهة مثل الملاريا وداء البريميات والحمى النزفية الفيروسية وحمى التيفوئيد ومرض المكورات السحائية والحصبة والنزلة الوافدة.
التغيرات في نتائج الفحوص المختبرية والقابلة للكشف هي قلة الكريات البيض والتي يمكن أن يتبعها قلة الصفيحات وحماض أيضي. عادة من تكون الزيادة المعتدلة في مستويات ناقلة الأمين (ناقلة الأسبارتات وناقلة الألانين) من الكبد مرتبطة بقلة الصفيحات وقلة الكريات البيض. في المرض الشديد، يتسبب تسرب البلازما بتركز الدم (كما يؤشر بزيادة الهيماتوكريت) ونقص ألبومين الدم. يمكن الكشف عن وجود الانصباب الجنبي أو الاستسقاء البطني بواسطة الفحص السريري عندما يكون كبيرا، لكن ظهور السوائل في تخطيط الصدى قد يساعد في الكشف المبكر عن متلازمة صدمة الضنك. إن استخدام تخطيط الصدى محدود بسبب عدم توفره في ظروف كثيرة. وتوجد متلازمة صدمة الضنك إذا انخفض الضغط النبضي إلى أقل من 20 ملم زئبق مع انهيار وعائي محيطي. يوصف الانهيار الوعائي المحيطي في الأطفال من خلال تأخر عود امتلاء الشعيرات أو زيادة سرعة القلب أو برودة الأطراف. رغم أن العلامات المحذرة جوانب مهمة في الكشف المبكر عن مرض خطير محتمل، إلا أن الأدلة لأي علامات سريرية أو مختبرية خاصة تعد ضعيفة.

### التصنيف
تصنيف منظمة الصحة العالمية لعام 2009 قسم حمى الضنك إلى مجموعتين: البسيط والشديد. هذا التصنيف استبدل عن تصنيف منظمة الصحة العالمية لعام 1997 والذي كان بحاجة لأن يبسط وقد وجد بأنه كان مقيدا جدا، لذلك فإن التصنيف القديم ما يزال يستخدم بشكل واسع وبضمنها المكتب الإقليمي لمنظمة الصحة العالمية في جنوب شرق آسيا بحسب سنة 2011.
يعرف مرض حمى الضنك الشديد بأنه يرتبط بنزف شديد أو اختلال وظيفي شديد في الأعضاء أو ارتشاح بلازما شديد بينما كل الحالات الأخرى فهي بسيطة. قسم تصنيف عام 1997 حمى الضنك إلى حمى غير متمايزة وحمى الضنك وحمى الضنك النزفية. قسمت حمى الضنك النزفية إلى 4 درجات، الدرجة الأولى هي وجود تكدم سهل أو اختبار عاصبة إيجابي عند شخص مصاب بالحمى، والدرجة الثانية هي وجود نزف متواصل في الجلد وأي مكان آخر، والدرجة الثالثة هي وجود دليل سريري على صدمة، والدرجة الرابعة هي صدمة شديدة جدا بحيث لا يمكن الكشف عن ضغط الدم ولا عن النبض. توصف الدرجتان الثالثة والرابعة بأنهما «متلازمة صدمة الضنك».

### الفحوص المختبرية

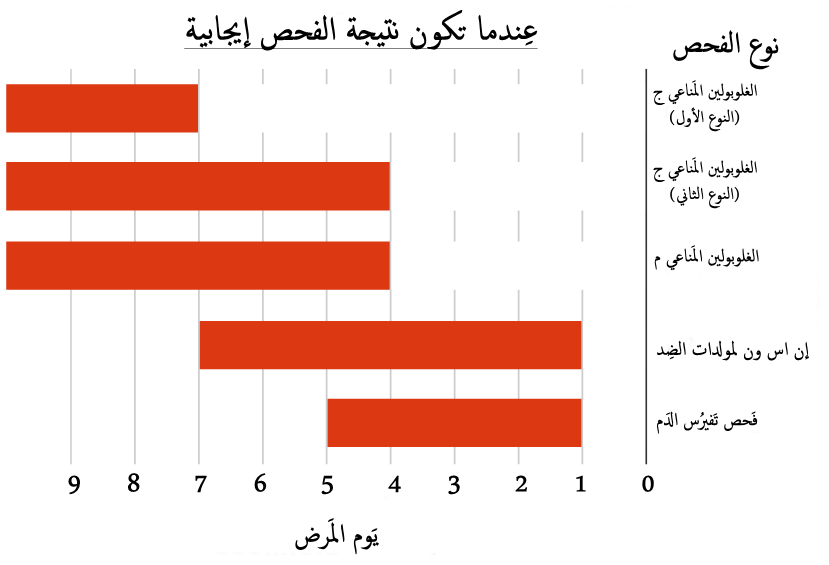
مخطط يوضح الفحوص المختبرية لحمى الضنك عندما تصبح إيجابية. اليوم صفر يشير إلى بداية ضطور الأعراض، النوع الأول يشير إلى الأشخاص المصابين بعدوى أولية والنوع الثاني يشير إلى المصابين بعدوى ثانوية.

يمكن التؤكد من تشخيص حمى الضنك من خلال اختبار مختبر الأحياء المجهرية. يمكن إجراء الفحوص من خلال عزل الفيروس في زرع الخلايا أو اختبار الحمض النووي بواسطة تفاعل البوليميراز المتسلسل أو الكشف عن مولد ضد الفيروس (مثل اختبار مولد الضد ن س 1) أو أجسام مضادة معينة (اختبارات المصل). عزل الفيروس والكشف عن الحمض النووي أكثر دقة من الكشف عن مولد الضد، لكن هذه الاختبارات غير متوفرة بشكل واسع بسبب ارتفاع تكلفتها. تصل نتيجة الكشف عن ن س 1 خلال مرحلة الحمى في العدوى الأولية إلى أكثر من 90٪ بينما هي من 60 إلى 80٪ فقط في أنواع العدوى التالية. وقد تكون كل الفحوص سالبة النتائج خلال المراحل الأولى من الإصابة بالمرض. إن تفاعل البوليميراز المتسلسل والكشف عن مولد ضد الفيروس أكثر دقة خلال الأيام السبعة الأولى. في عام 2012، قدم اختبار تفاعل بوليميراز متسلسل يمكن تشغيله على معدات الكشف عن الإنفلاونزا، ويبدو أنه يحسن الوصول إلى تشخيص قائم على تفاعل البوليميراز المتسلسل.
لهذه الفحوص قيمة تشخيصية خلال المرحلة الحرجة من المرض فقط باستثناء اختبارات المصل. يمكن أن يكون لاختبارات الأجسام المضادة الخاصة بفيروس حمى الضنك من نوع الغلوبولين المناعي ج ونوع الغلوبولين المناعي م فائدة في تأكيد التشخيص في المراحل التالية من العدوى. ينتج كل من الغلوبولين المناعي ج والغلوبولين المناعي م بعد 5 إلى 7 أيام. يمكن الكشف عن أعلى تراكيز (عيار حجمي) للغلوبولين المناعي م بعد عدوى أولية، لكن الغلوبولين المناعي م ينتج أيضا في عودة العدوى. لا يمكن الكشف عن الغلوبولين المناعي م بعد 30 إلى 90 يوما من العدوى الأولية. بالضد منه، فإن الغلوبولين المناعي ج يمكن إيجاده بعد 60 سنة، وهو دليل مفيد في غياب الأعراض على وجود عدوى قديمة. يصل الغلوبولين المناعي ج إلى قمة تركيزه بعد 14–21 يوما من العدوى الأولية. أما في حالات العدوى التالية، فإن الوصول إلى التركيز الأقصى يحدث أبكر وعادة ما تكون التراكيز أعلى. يوفر كل من كل من الغلوبولين المناعي ج والغلوبولين المناعي م المناعة الواقية من العدوى بالنمط المصلي للفيروس. قد تكون هنالك تفاعلية متقاطعة مع الأنواع الأخرى من الفيروسة المصفرة في اختبارات الغلوبولين المناعي ج والغلوبولين المناعي م مما قد يعطي نتائج إيجابية خاطئة بعد عدوى مستجدة أو لقاح لفيروس الحمى الصفراء أو التهاب الدماغ الياباني. لا يعد الكشف عن الغلوبولين المناعي ج تشخيصيا ما لم تجمع عينات الدم تفصلها فترة 14 يوما والكشف عن زيادة أربع أضعاف في مستويات الغلوبولين المناعي ج. يعد الكشف عن الغلوبولين المناعي م في شخص تظهر عليه الأعراض كشفا تشخيصيا.

## الوقاية

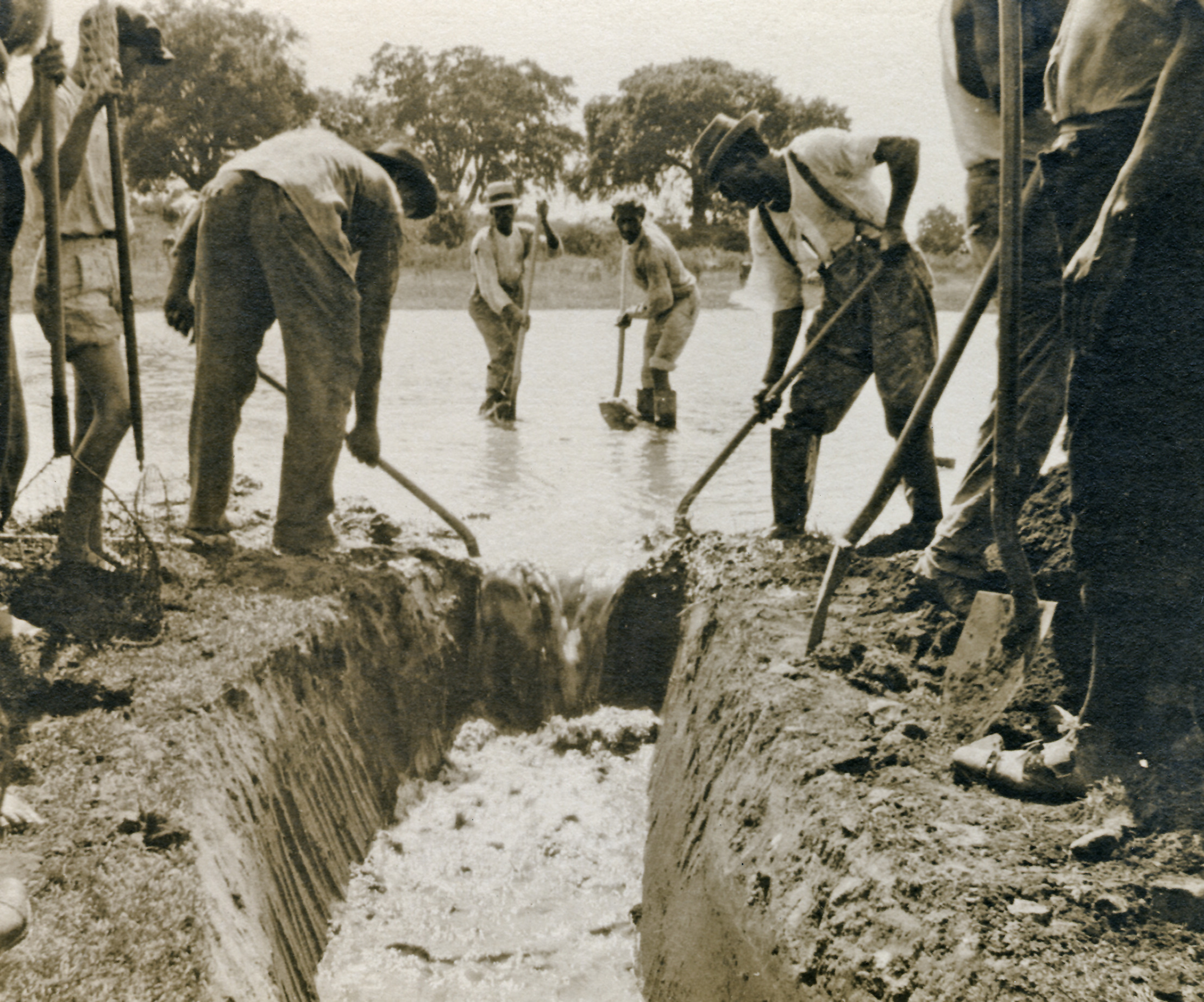
صورة قديمة لفترة عشرينات القرن العشرين تظهر الجهود المبذولة لتحريك المياه الراكدة وبذلك تقل أعداد البعوض.

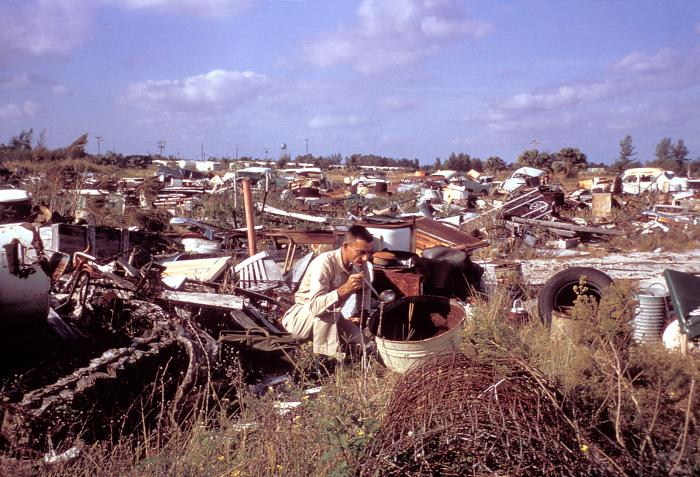
فني ميداني يبحث عن اليرقة في خزان ماء راكد أثناء برنامج استئصال الزاعجة المصرية بميامي، فلوريدا. في عام 1960م، بذل مجهود كبير في الجنوب الشرقي للولايات المتحدة لاستئصال بعوضة الزاعجة المصرية.

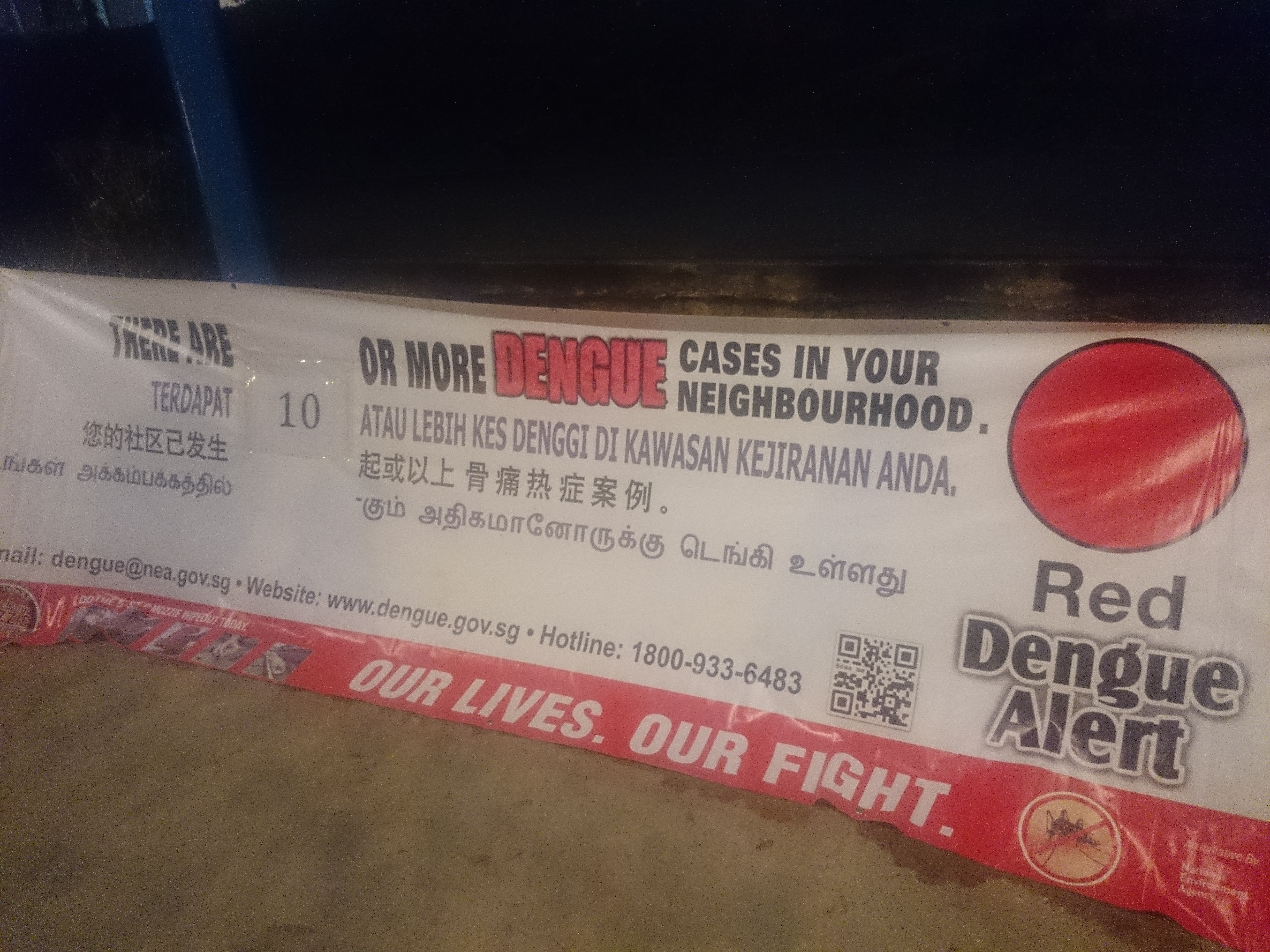
إعلان يشير إلى وجود 10 حالات جديدة مصابة بحمى الضنك في المنطقة المجاورة. الصورة من سنغافورة.

لا توجد لقاحات مضادة لفيروس الضنك مرخصة الاستخدام. لذا فإن الوقاية تعتمد على مكافحة البعوض الناقل له ومنع لدغاتها. تنصح منظمة الصحة العالمية ببرنامج تحكم متكامل بالنواقل يتكون من خمسة عناصر:
1. المساندة والتعبئة الاجتماعية والتشريعات التي تضمن تقوية المجتمعات والهيئات الصحية العامة.
2. التعاون بين الصحة والقطاعات الأخرى (العامة والخاصة).
3. منهاج متكامل لمكافحة المرض من خلال الاستخدام الأقصى للموارد.
4. صناعة قرار مستند على الأدلة لضمان توجيه أي تدخل بشكل ملائم.
5. بناء الاستيعاب لضمان استجابة كافية للوضع المحلي.

تقوم الطريقة الأولية لمكافحة الزاعجة المصرية على التخلص من الموائل. تجرى هذه الطريقة عن طريق التخلص من المياه مفتوحة المصدر أو إضافة مبيدات الحشرات أو مواد المكافحة الحيوية لهذه المناطق إن أمكن. ولا يعتقد أن الرش العام للمبيدات من نوع الفوسفات العضوي أو بيريثرويد والتي تجرى أحيانا على أنها فعالة. إن تقليل كميات المياه المفتوحة من خلال التحوير البيئي طريقة مفضلة للمكافحة بسبب مسائل تتعلق بالتأثيرات الصحية السلبية للمبيدات الحشرية ومصاعب لوجستية أكبر متعلقة بمواد المكافحة. يمكن للأفراد الوقاية من لدغات البعوض عن طريق ارتداء ملابس تغطي الجلد بالكامل أو استخدام الناموسية خلال الراحة أو استخدام طارد للحشرات (يعد ديت أكثرها فعالية). مع ذلك، يبدو أن هذه الطرق ليست فعالة كفاية، كما يظهر في تكرار الجائحات التي تزداد في بعض الأماكن، ويحتمل أن التدمن يزيد من توطن الزاعجة المصرية. كما يحتمل اتساع مدى المرض بسبب التغيرات المناخية.

### يوم مكافحة حمى الضنك
يحتفل باليوم العالمي لمكافحة حمى الضنك (بالإنجليزية: International Anti-Dengue Day) في 15 يونيو من كل عام. تم الاتفاق على هذه الفكرة في عام 2010 وعقد أول مرة في جاكرتا في إندونيسيا عام 2011. عقدت المناسبات التالية في يانغون في ميانمار عام 2012 وفي فيتنام في 2013. الهدف منه هو زيادة وعي المجتمع بحمى الضنك واستنفار الجهود للوقاية من المرض ومكافحته وإظهار الالتزام الآسيوي بمعالجة المرض.

## العلاج
لا يوجد مضاد فيروسي محدد للضنك، لكن من المهم الحفاظ على توازن سوائل مناسب. العلاج يعتمد على الأعراض. الأشخاص القادرون على الشرب وإدرار البول وليس لديهم علامات خطر فهم في هذه الحالة صحيون ويمكن معالجتهم في البيت ومتابعتهم يومياً واستخدام العلاج بالإرواء الفموي. أما الأشخاص الذين يعانون من مشاكل صحية أخرى ولديهم علامات خطر ولا يمكن متابعة حالاتهم بانتظام فيجب أن يعتنى بهم في المستشفى. أما الذين يعانون من حمى الضنك الشديد فيجب تقديم العناية لهم في أماكن يسهل فيها الحصول على عناية مركزة.
في الحالة الحاجة لتعويض السوائل وريديا فعادة ما تكون الحاجة ليوم أو يومين فقط. تتم معايرة معدل إعطاء السوائل مع النتاج البولي بنسبة.5–1 مل/كغم/ساعة، ليوازن العلامات الحيوية وتسويه مكداس الدم. ينصح باستخدام أقل كمية من السوائل للحصول على هذه النتيجة. يجب تجنب العمليات الطبية التداخلية مثل التنبيب الأنفي المعدي والحقن العضلي ووخز الشرايين بسبب مخاطر النزف. يستخدم الباراسيتامول (أو الأسيتامينوفين) للحمى والضيق بينما يجب تجنب مضادات الالتهاب اللاستيرويدية مثل الإيبوبروفين والأسبرين بسبب لأنها قد تفاقم من خطر النزف. يبدأ بنقل الدم مبكرا للأشخاص الذين يعانون من علامات حيوية غير مستقرة ويعانون من نقصان في مكداس الدم عوضا عن انتظار نقصان تركيز الهيموغلوبين إلى مستويات محتومة تستدعي نقل الدم. يتطلب استخدام كريات حمر مكدوسة أو دم كامل، أما الصفيحات الدموية والبلازما المجمدة الطازجة فغالبا لا يتطلب استخدامها. لا توجد أدلة كافية توضح فيما إذا كان استخدام الكورتيكوستيرويدات له تأثير إيجابي أو سلبي على حمى الضنك.
يجب إيقاف إعطاء السوائل وريديا خلال فترة المعافاة لمنع حدوث حالة فرط حجم الدم. إذا حدثت حالة فرط حجم الدم وكانت العلامات الحيوية مستقرة فقد يكون كل ما يحتاجه هو إيقاف أي سوائل أخرى. إذا كان المريض خارجا من المرحلة الحرجة فيمكن استخدام مدر بول عروي مثل فوروسيميد للتخلص من السوائل الزائدة في جهاز الدوران.

## انتشار المرض

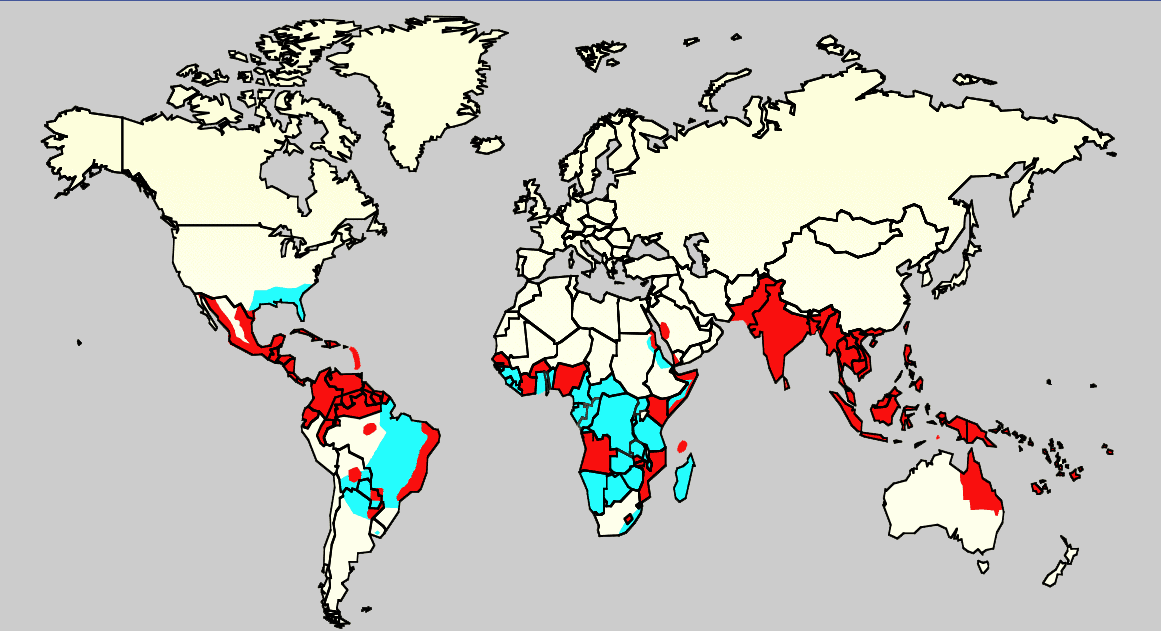
الانتشار العالمي لحمى الضنك لعام 2006.
الأحمر: أماكن تفشي حمى الضنك.
الأزرق: أماكن انتشار الزاعجة المصرية مع عدم تفشي حمى الضنك.
طالع أيضا: خارطة الانتشار لعام 2000.

يشفى أكثر المصابين بحمى الضنك من دون أي مشاكل أخرى. يبلغ معدل الوفاة بين 1٪ إلى 5٪، لكنه أقل من من 1٪ في حالة العلاج الكافي، أما الذين يعانون من انخفاض واضح في ضغط الدم فيصل معدل الوفاة لديهم 26٪. إن حمى الضنك مرض شائع في 110 بلدا. يصاب بالعدوى ما بين 50 إلى 528 مليون شخص في العالم سنويًا ويؤدي إلى إدخال نصف مليون مريض إلى المستشفى كل عام، ويتوفى 25000 شخص سنويا. تقدر حالات الإصابة بالعدوى خلال العقد الأول من هذا القرن في 12 بلدا في جنوب شرق آسيا بحدود 3 ملايين إصابة و6000 وفاة سنويا. سجلت حالات المرض في 22 بلدا على الأقل في أفريقيا، لكنه يبدو أنه موجود في كل البلدان وأن 20٪ من السكان معرضون لخطر الإصابة. هذا يجعل المرض من بين أكثر الأمراض شيوعا في العالم والمنقولة بواسطة ناقل.
يعد اكتساب العدوى في البيئية المدنية أكثر شيوعا. توسع القرى والبلدات والمدن في العقود المعاصرة في المناطق التي تشيع فيها إصابات المرض وزيادة تنقل الناس زاد من انتشار وانتقال الفيروس. حمى الضنك الذي عزلت حالاته في جنوب شرق آسيا ينتشر حاليا في جنوب الصين وبلدان المحيط الهادي والولايات المتحدة، وقد يشكل خطرا على أوروبا.
ازدادت حالات حمى الضنك 30 ضعفا للفترة من 1960 إلى 2010. يعتقد أن هذه لزيادة تعود لمجموعه من العوامل هي التحضر وزيادة السكان وزيادة السفر بين بلدان العالم والاحترار العالمي. يتوزع المرض جغرافيا حول خط الاستواء، وتبلغ نسبة الإصابات في آسيا والمحيط الهادي 70٪ من مجموع الإصابات بالمرض ضمن سكان منطقة خط الاستواء البالغ عددهم مليارين ونصف. يحتل حمى الضنك المرتبة الثانية بعد الملاريا ضمن أسباب الحمى التي يشخص بها المسافرون العائدون من البلدان النامية، كما أنه أكثر مرض فيروسي ينتقل بواسطة مفصليات الأرجل، ويقدر عبء المرض بحوالي 1600 سنة إعاقة مقدرة من العمر لكل مليون مواطن، وتعد منظمة الصحة العالمية مرض حمى الضنك واحداً من بين 17 مرضاً مدارياً مهملاً.
يحفظ فيروس الضنك مثل أكثر بقية فيروسات مجموعة أربوفيروس في الطبيعة في دورات تتضمن نواقل تفضل امتصاص الدم وعائل من الفقريات. تحفظ الفيروسات في غابات جنوب شرق آسيا وأفريقيا وتنتقل من إناث بععوضة الزاعجة (وبضمنها أنواع أخرى غير الزاعجة المصرية) إلى ذريتها وإلى الرئيسيات السفلى. ينتقل الفيروس في المدن والبلدات بصورة أساسية بواسطة الزاعجة المصرية المنتشرة بصورة كثيفة. ينتقل الفيروس في المناطق الريفية إلى الإنسان بواسطة الزاعجة المصرية وأنواع أخرى من الزاعجة مثل الزاعجة المنقطة بالأبيض. اتسع مدى انتشار كلا النوعين خلال النصف الثاني من القرن العشرين. يزداد عدد الفيروسات المنتقلة في الرئيسيات السفلى والإنسان في كل الظروف في عملية تدعى بالتضخيم.

## لمحة تاريخية
يحتمل أن أول حالة مسجلة لحمى الضنك موجودة في موسوعة طبية صينية خلال فترة حكم أسرة جين (265-420) وقد أطلق عليه «سم الماء» وكان مرتبطا بحشرة طائرة. انتشر الناقل الرئيسي، الزاعجة المصرية، خارج أفريقيا في فترة من بين القرنين الخامس عشر والتاسع عشر بسبب زيادة العولمة ونتيجة ثانوية لتجارة الرقيق. هنالك ذكر لأوبئة المرض خلال القرن السابع عشر، لكن أولى أوبئة المرض الجديرة بالتصديق حدثت في عامي 1779 و1780 عندما اكتسح المرض آسيا وأفريقيا وأمريكا الشمالية. منذ ذلك الحين وحتى عام 1940 فإن الأوبئة كانت نادرة.
تم تأكيد انتقال المرض بواسطة الزاعجة في عام 1906، وفي عام 1907 كان مرض حمى الضنك المرض الثاني بعد الحمى الصفراء الذي يظهر أن سبب فيروسا. وقد أكملت الأبحاث التي أجراها جون بورتون كليلاند وجوزيف فرانكلين سايلر فهم انتقال المرض.
يعزى الانتشار الملحوظ لحمى الضنك خلال الحرب العالمية الثانية لمشاكل بيئية. الاتجاه ذاته أدى لانتشار أنواع نمطية مختلفة من المرض في مناطق جديدة وأدت لنشوء حمى الضنك النزفية. سجل هذه النوع الشديد من المرض أول مرة عام 1953 في الفلبين، ليكون خلال عقد سبعينات القرن العشرين سببا رئيسيا لموت الأطفال وقد ظهر في منطقة المحيط الهادي والأمريكيتين. لوحظت حمى الضنك النزفية ومتلازمة صدمة الضنك أول مرة في أمريكا الوسطى والجنوبية عام 1981، حيث سجلت حالات عدوى بالنوع الثاني من فيروس الضنك في أشخاص كانوا قد أصيبوا سابقا قبل عدة سنوات بعدوى النوع الأول من الفيروس.

### أصل الكلمة
أصل التسمية الإسبانية للمرض (dengue) غير مؤكدة، لكن من المحتمل أنها مشتقة من كلمة (dinga) في الجملة السواحيلية ("Ka-dinga pepo") والتي تصف المرض بأن سببه روح شريرة. أصيب العبيد في جزر الهند الغربية بالعدوى ووصفوا بأن لديهم وضع ومشية المتأنق، لذا كان المرض يعرف «بحمى المتأنق».
استخدم الطبيب والأب المؤسس للولايات المتحدة بنجامين راش مصطلح «حمى تكسير العظام» أو «الحمى المؤلمة للعظام» في تقرير عام 1789 لوباء عام 1780 في فيلادلفيا. وقد استخدم في العنوان مصطلح «الحمى المحولة الصفراوية» (بالإنجليزية: bilious remitting fever). لم يستخدم مصطلح حمى الضنك استخداما عامًا إلا بعد عام 1828. تشمل التسميات التاريخية الأخرى حمى تكسير العظم والضنك (بالإسبانية: la dengue). المصطلحات التي استخدمت للمرض الشديد هي «فرفرية قلة الصفيحات المعدية» و«الحمى النزفية الفلبينية» أو «التايلاندية» أو «السنغافورية».

## الأبحاث
.

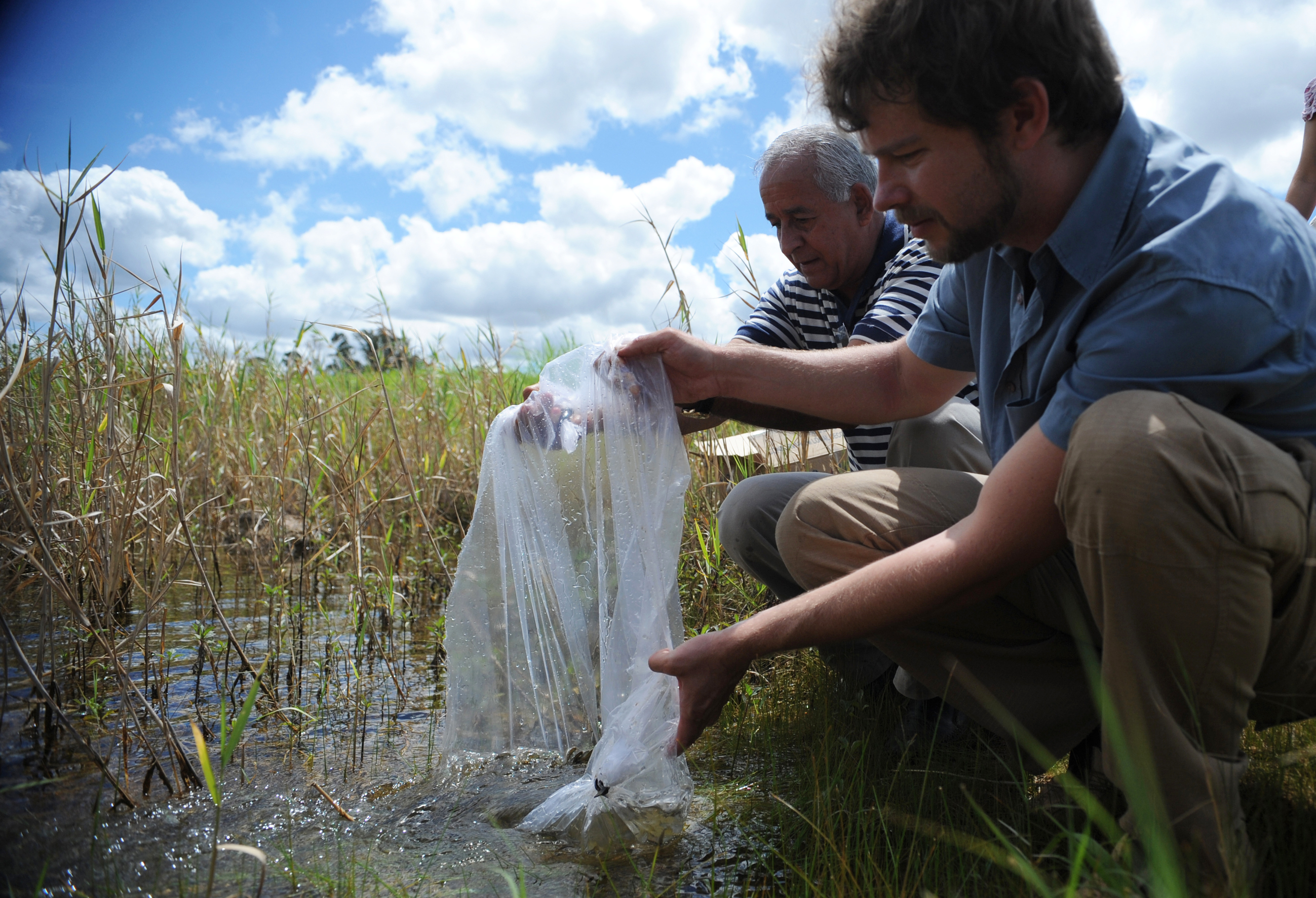
موظفو الرعاية الصحية يطلقون سرء الجوبي في مياه بحيرة اصطناعية في مقاطعة لاغو الشمالية في برازيليا في البرازيل ضمن جهود مكافحة نواقل المرض

الجهود المبذولة للعلاج والوقاية من مرض حمى الضنك تشمل جوانب عديدة من مكافحة النواقل، وتطوير اللقاح والأدوية المضادة للفيروس.
بخصوص مكافحة النواقل، فقد استخدم عدد من الطرق الحديثة للتقليل من أعداد البعوض وقد نجح عدد منها وبضمنها استخدام أسماك الجوبي (Poecilia reticulata) أو مجذافيات الأرجل في المياه الراكدة والتي تأكل يرقات البعوض. تستمر المحاولات لإصابة البعوض بعدوى جنس من البكتيريا يدعى بالولبخية والتي تجعل البعوض مقاوم جزئيا لفيروس الضنك. كما أن هنالك تجارب لإحداث تغيير جيني في ذكور الزاعجة المصرية ثم إطلاقها إلى البرية للتزاوج مع الإناث وإنتاج ذرية غير قادرة على الطيران.
هنالك برامج مستمرة للعمل على لقاح للضنك يغطي الأنواع المصلية الأربعة. اكتشف حاليا نوع خامس يجب أن يوخذ في الاعتبار. من المشاكل المتعلقة باللقاح إمكانية زيادة خطر الإصابة بمرض شديد عن طريق الاستعزاز المعتمد على الجسم المضاد. اللقاح المثالي آمن وفعال بعد حقنة واحدة أو حقنتين ويغطي كل الأنواع المصلية ولا يساهم في الاستعزاز المعتمد على الجسم المضاد ويسهل نقله وخزنه وبسعر معقول وفعال الكلفة. وبحسب عام 2012 فهنالك عدد من اللقاحات تحت الاختبار. أكثرها تطور على أساس مجموعة مضعفة من فيروس الحمى الصفراء والأنواع المصلية الأربعة لفيروس الضنك. وجدت دراستان أن لقاحا فعالا بنسبة 60% ويمنع 80% إلى 90% من حالات الحالات الشديدة. يؤمل في توفر أول المنتجات تجاريًا في عام 2015.
إلى جانب مكافحة انتشار بعوضة الزاعجة والعمل على تطوير لقاح لحمى الضنك، فهنالك جهود مستمرة لتطوير أدوية مضادة للفيروسات قد تستخدم لعلاج إصابات حمى الضنك ومنع المضاعفات الشديدة. اكتشاف تركيب بروتينات الفيروس قد تساعد في تطوير أدوية فعالة. هنالك عدد من الأهداف المعقولة. الطريقة الأولى هي تثبيط بوليميراز الحمض النووي الريبوزي المعتمد على الحمض النووي الريبوزي (يرمز له NS5)، والذي ينسخ المواد الوراثية الفيروسية، مع مضاهئ نوكليوزيد. الطريقة الثانية، فقد يكون من الممكن تطوير مثبطات معينة للبروتياز الفيروسي (يرمز له NS3)، والذي يجدل البروتين الفيروسي. أما الطريقة الأخيرة فقد يكون من الممكن تطوير مثبطات مدخل والتي توقف دخول الفيروس إلى الخلايا أو تثبط عملية قبعة 5' المطلوبة في عملية تنسخ الفيروس.

### استخدام الفيروس كسلاح حيوي
كانت حمى الضنك واحدة من العوامل التي درست الولايات المتحدة الأمريكية إمكانية استخدامها كسلاح بيولوجي قبل أن تعطل الدولة برنامج الأسلحة البيولوجية.

## الهوامش
- «1»:حمى الضنك[80] أو الدِّنْجِيّة[80] أو أبو الرُّكَب[80] أو الدنج أو الدنك (بالإنجليزية: Dengue Fever) يُسمى أيضًا حمى تكسير العظام[81] أو حمى العظام المكسّر[82] (بالإنجليزية: breakbone fever) أو حمى عدن (بالإنجليزية: Aden fever)[12] أو حمى الصفراء الضنك[83]

## وصلات خارجية
- حمى الضنك على مشروع الدليل المفتوح
- "Dengue". WHO. مؤرشف من الأصل في 2017-01-26. اطلع عليه بتاريخ 2011-06-27.
- "Dengue". U.S. مراكز مكافحة الأمراض واتقائها. مؤرشف من الأصل في 2020-05-10. اطلع عليه بتاريخ 2011-06-27.
- "Dengue fever". UK وكالة حماية الصحة. مؤرشف من الأصل في 2014-03-08. اطلع عليه بتاريخ 2011-06-27.
- "DengueMap". U.S. Centers for Disease Control and Prevention/هيلث ماب. مؤرشف من الأصل في 2020-05-31. اطلع عليه بتاريخ 2011-06-27.